# Ванжулов
Ванжулов (укр. Ванжулів) — село в Лановецкой городской общине Кременецкого района Тернопольской области Украины.
До 2020 года входило в Лановецкий район.
Код КОАТУУ — 6123882001. Население по переписи 2001 года составляло 467 человек.

## Географическое положение
Село Ванжулов находится на берегу реки Бугловка,
выше по течению примыкает село Огрызковцы,
ниже по течению примыкает село Малая Карначевка.
Рядом проходит автомобильная дорога Р-43.

## История
- 1583 год — дата основания.

## Объекты социальной сферы
- Школа I—II ст.
- Дом культуры.

## Достопримечательности
- Братская могила советских воинов.